# 托雷德尔武尔戈
托雷德尔武尔戈，是西班牙卡斯蒂利亚-拉曼恰瓜达拉哈拉省的一个市镇。总面积5平方公里，总人口111人（2001年），人口密度22人/平方公里。